# 마르코브니코프의 법칙
유기화학에서 마르코브니코프의 법칙(Markovnikov's rule)은 몇몇 첨가 반응의 결과를 설명한다. 블라디미르 마르코브니코프는 이를 1870년에 공식화했다.
법칙에 따르면, 비대칭 알켄에 양성자성 산 HX 또는 다른 극성 시약을 첨가하면 산성 수소(H) 또는 양전기의 부분이 수소 치환기가 더 많은 탄소에 부착되고, 할로젠화물(X) 또는 음전기의 부분이 알킬 치환기가 더 많은 탄소에 부착된다. 이는 X 부분은 수소 원자가 가장 적은 탄소에 첨가되고 수소 원자는 수소 원자가 가장 많은 탄소에 첨가된다는 원래 정의와 대조적이다.